# 미에촌 (교토부)
미에촌(일본어: 三重村)은 일본 교토부 나카군에 있던 촌이다.

## 역사
- 1889년 4월 1일 - 정촌제 시행에 의해 4촌의 구역을 가지고 성립하였다.
- 1951년 4월 1일 - 구치오노촌, 오쿠오노촌, 쓰네요시촌, 스키촌, 가와베촌이 합병해, 오미야정이 성립, 동일 미에촌은 폐지되었다.

## 교통

### 철도
일본 국유철도 미야즈선(현 교토단고철도 미야토요선)이 촌을 통과했지만 역은 존재하지 않았다.

## 참고문헌
- 「角川日本地名大辞典」編纂委員会『角川日本地名大辞典 26 京都府』角川書店、1982年